# Bogalay
Bogalay (birm. ဘိုကလေးမြို့, ang. Bogale) – miasto w południowej części Mjanmy, w prowincji Irawadi, zamieszkane przez około 42 000 mieszkańców. Jest jednym z największych miast delty rzeki Irawadi.